# Serghine
Pour l’article homonyme, voir Serghine (Maroc).
Pour l’article homonyme, voir Sarghine.
Serghine est une commune de la wilaya de Tiaret en Algérie.

## Géographie
Serghine se trouve à 127 km à l'Ouest de Tiaret en direction de Ksar Chellala.

## Toponymie
Le mot Serghine provient du mot berbère ⵜⴰⵙⴻⵔⵖⵉⵏⵜ (Taserɣint) qui désigne une plante répondue dans la région, il s'agit de la Corrigiole, La racine de cette plante est utilisée dans un mélange d'encens et a un bon parfum.